# Сенная площадь (станция метро)
«Сенна́я пло́щадь» (до 1992 года — «Пло́щадь Ми́ра») — станция Петербургского метрополитена. Расположена на Московско-Петроградской линии между станциями «Технологический институт» и «Невский проспект».
Станция открыта 1 июля 1963 года в составе участка «Технологический институт» — «Петроградская». Наименование получила из-за расположения на одноимённой площади. До 1 июля 1992 года носила название «Площадь Мира».

## Наземные сооружения
Павильон выполнен по проекту архитекторов А. С. Гецкина, В. П. Шуваловой и располагается у Сенной площади, в непосредственной близости от места снесённой в 1961 году Успенской церкви (Спаса на Сенной). Обращён к площади широким витражом входа. Изначально планировалось встроить вестибюль в крупное здание общественного назначения.
В июле 2007 года начальником метрополитена была обнародована информация о том, что вестибюль станции метро «Сенная площадь» будет «объединён с новым зданием, в котором разместится небольшой торговый центр», однако в связи с появившимся планами по восстановлению Успенской церкви наземный вестибюль станции, возможно, будет снесён. Тем не менее эти планы серьёзно не обсуждаются.

## Подземные сооружения
«Сенная площадь» — пилонная станция глубокого заложения (глубина ≈ 55 м). Подземный зал сооружён по проекту архитекторов А. И. Прибульского, А. Я. Мачерета и В. В. Ганкевич.
При открытии пилоны были облицованы мелкой серо-кремовой кафельной плиткой (т. н. «ириской»), торец центрального зала украшала надпись: «СССР оплот мира».
Оформление станции простое, пилоны отделаны мрамором, путевые стены — голубой керамической плиткой (цвет мира).
Лампы, освещающие центральный зал и платформы, скрыты за карнизами люверсных решёток, выполненных из анодированного металла.
Наклонный ход, содержащий три эскалатора, расположен в северном торце станции.
- Вид в сторону эскалатора
- Путевая стена

## Пересадки
«Сенная площадь» является пересадочной на станцию «Садовая» линии 5. Переход выполнен в виде наклонного пешеходного Г-образного тоннеля с лестницей на «Сенной площади» и эскалатором на «Садовой». В середине зала расположена лестница, верхняя площадка которой находится над путями направления на станцию «Технологический институт». Это начало тоннеля c двусторонним пешеходным движением. После поворота пассажиры, спускаясь на три ступеньки, попадают в верхний эскалаторный зал перехода с четырьмя эскалаторами. Нижний эскалаторный зал примыкает к южному торцу станции «Садовая».
7 марта 2009 года открыт переход на станцию «Спасская» линии 4 в южном торце «Сенной площади». С вводом этой станции возник первый в Петербургском метрополитене трёхстанционный пересадочный узел.

## Происшествия

### Обрушение козырька
10 июня 1999 года в 19:40 обрушился пятиметровый бетонный козырёк станционного павильона площадью около 50 квадратных метров, в результате чего погибли 7 человек. Для предотвращения подобных трагедий в будущем было принято решение укрепить козырьки всех станций метро или снять их. На «Сенной площади» козырёк не был восстановлен, павильон после ремонта приобрел новое оформление.
«Выложенные в линию обломки представляли собой куски бетонной плиты с проволочной арматурой. Как выяснилось, это была передняя часть козырька, который состоял из двух плит. Край облома был ровным, как будто бритвой срезало. Объяснение этому нашлось довольно быстро. Как выяснилось, плиты не были между собой соединены — у каждой из них была собственная арматура. Специалисты считают, что, если бы каркас был сплошным, плита не отломилась бы так резко, а просто повисла бы на арматуре»

### Теракт 2017 года
3 апреля 2017 года в 14:33 произошёл взрыв в вагоне движущегося поезда на перегоне между станциями «Сенная площадь» и «Технологический институт». В результате взрыва погибли 16 пассажиров, 103 пострадали.

### Обрушение ступеней
19 декабря 2023 года вестибюль станции был закрыт из-за обрушения ступеней на входе и выходе. Ремонт ступеней занял 2,5 месяца — станцию открыли на вход и выход 11 марта 2024 года.

## Реконструкция
Авторы проекта реконструкции — архитекторы А. И. Прибульский и Г. П. Кашихин при участии А. В. Гончарова. До реконструкции станция была такого же типа, как и остальные пилонные станции линии 2, и имела укороченный центральный зал.
В 1991 году проведена капитальная реконструкция станции. За счёт ликвидации совмещённой тягово-понизительной подстанции (она была перенесена в новую подземную выработку), располагавшейся за торцевой стеной среднего зала, имевшего по пять проходов на боковые платформы, зал был удлинён вдвое. Были сооружены по четыре дополнительных прохода с боковых платформ станции в средний зал. Для организации пересадки на станцию «Садовая» была построена широкая камера лестничного перехода, располагающаяся между пятым и шестым проходами (от эскалаторов) со стороны движения поездов в сторону станции «Технологический институт». Одновременно с реконструкцией станции было изменено её архитектурное оформление — частично переложены полы, а отделка пилонов, ранее выполненная мелкой кафельной плиткой, была заменена белым мрамором коелга с устройством пилястр. Проектом реконструкции также предусматривалась установка между пилястрами пилонов декоративных барельефов, но из-за недостатка финансирования окончательно проект выполнен не был. Сейчас на их месте располагаются рекламные лайтбоксы.
Несмотря на выполненную реконструкцию, пилонная станция в центре города неудобна для пассажиров, особенно в час пик. Проблема усугубилась после открытия в 2009 году второго перехода на станцию «Спасская».
В 2008 году асфальтовые полы перронных залов были заменены на гранитные.

## Наземный транспорт

### Автобусные маршруты
| №     | Конечный пункт 1           | Пересадки | Конечный пункт 2                      |
| ----- | -------------------------- | --- | ------------------------------------- |
| 49    | Двинская улица             | Спасская Садовая Невский проспект Гостиный двор                                                                             | - Площадь Ленина - Финляндский вокзал |
| 50    | Малая Балканская улица     | Купчино Звёздная Московская Парк Победы Электросила Московские ворота Фрунзенская Технологический институт Спасская Садовая | Театральная площадь                   |
| 70 71 | Путиловская набережная     | - Технологический институт Спасская Садовая - Балтийская - Балтийский вокзал                                                | Путиловская набережная                |
| 181   | улица Маршала Тухачевского | Площадь Восстания Маяковская Московский вокзал Невский проспект Гостиный двор Спасская Садовая                              | площадь Репина                        |
| 262   | Наличная улица             | Приморская Горный институт Спасская Садовая Технологический институт Пушкинская Витебский вокзал Звенигородская             | Звенигородская улица                  |

### Трамвайные маршруты
| №  | Конечный пункт 1                      | Пересадки                                       | Конечный пункт 2                               |
| -- | ------------------------------------- | ----------------------------------------------- | ---------------------------------------------- |
| 3  | - Площадь Ленина - Финляндский вокзал | Невский проспект Гостиный двор Спасская Садовая | площадь Репина                                 |
| 41 | завод «Северная верфь»                | Кировский завод                                 | Сенная площадь Сенная площадь Спасская Садовая |

### Троллейбусные маршруты
| №  | Конечный пункт 1        | Пересадки | Конечный пункт 2 |
| -- | ----------------------- | --- | ---------------- |
| 12 | Улица Кораблестроителей | Чернышевская Владимирская Достоевская Пушкинская Звенигородская Витебский вокзал Спасская Садовая Василеостровская Приморская                                                | Тульская улица   |
| 17 | Казанский собор         | Невский проспект Гостиный двор Адмиралтейская Спасская Садовая Пушкинская Звенигородская Витебский вокзал Технологический институт Фрунзенская Московские ворота Электросила | улица Костюшко   |